# Osmanabad
Osmanabad (en marathi:उस्मानाबाद), est une ville de la division d'Aurangabad du Maharashtra en Inde.

## Géographie
Osmanabad est le chef lieu du district d'Osmanabad.
La ville compte une population de 80 625 habitants en 2011.